# Platja Gran d'Aro
La platja Gran d'Aro, o simplement la platja Gran, també anomenada platja Llarga de Platja d'Aro, platja Llarga, o la Platja d'Aro, és una platja urbana del municipi de Castell d'Aro, Platja d'Aro i s'Agaró (Baix Empordà), situada enfront de la població de Platja d'Aro, a la que li dona nom. És un llarg arenal molt lineal i obert, que s'estén des de la desembocadura del riu Ridaura, al sud, on continua amb la platja del Port d'Aro, i al nord limita amb la punta d'en Ramis, després de la qual hi ha la cala Rovira. A l'extrem esquerre de la zona de bany hi desemboca la riera de Fenals, canalitzada. Prop de la punta d'en Ramis, al mig de la sorra hi ha la icònica roca coneguda com a Cavall Bernat.
Orientada a l'est-sud-est, té una longitud de 1.500 m i una amplada que varia entre 40 i 70 m, formada per sorra gruixuda de color daurat. El pendent d'entrada a l'aigua és molt fort i el fons és de sorra.
Tota la platja està flanquejada per un animat passeig marítim on se succeeixen bars, restaurants i hotels. Disposa de tot tipus de serveis: lavabos, dutxes, socorrista, lloc de primers auxilis, rampes per a persones amb mobilitat reduïda, guinguetes, lloguer de gandules i para-sols, zones de jocs infantils i centres per a la pràctica d'activitats nàutiques.
L'Agència Catalana de l'Aigua efectua un control quinzenal de la qualitat de l'aigua, durant la temporada de bany, amb el resultat d'excel·lent. La platja ha estat distingida amb el distintiu de Bandera Blava, que reconeix internacionalment la qualitat de l'aigua i serveis.